# Hymenophyllum nahuelhaupiense
Hymenophyllum nahuelhaupiense là một loài dương xỉ trong họ Hymenophyllaceae. Loài này được Diem & J.S. Licht. mô tả khoa học đầu tiên.